# Ningaui
Genre
Ningaui est un genre de mammifères marsupiaux de la famille des Dasyuridae.

## Liste des espèces
- Ningaui ridei Archer, 1975 photo
- Ningaui timealeyi Archer, 1975
- Ningaui yvonnae Kitchener, Stoddart et Henry, 1983, Ninguai du Sud